# EC 1.15
La EC 1.15 è una sottoclasse della classificazione EC relativa agli enzimi. Si tratta di una sottoclasse delle ossidoreduttasi che include enzimi che utilizzano superossido come accettore di elettroni.

## Sotto-sottoclassi
Esiste un'unica sotto-sottoclasse, la EC 1.15.1.